# Epiphragma risorium
Epiphragma risorium là một loài ruồi trong họ Limoniidae. Chúng phân bố ở miền Australasia.